# Dichromochlamys
Dichromochlamys es un género monotípico de plantas herbáceas, perteneciente a la familia Asteraceae. Su única especie: Dichromochlamys dentatifolia,  se encuentra en Australia.

## Taxonomía
Dichromochlamys dentatifolia fue descrita por (F.Muell.) Dunlop y publicado en Journal of the Adelaide Botanic Gardens 2(3): 235. 1980.
Sinonimia
- Pterigeron dentatifolius F.Muell.[3]